# Treating2U
『Treating2U』（トリーティングトゥーユー）は、有限会社ブルーゲイルのアダルトゲームブランド『BLUE GALE』が2000年1月28日に発売したアダルトゲームである。

## 概要
パッケージの表は、膝に男の子を抱えてギターを弾く主人公とタイトルのみ。また、主題歌と挿入歌が共に男性ヴォーカルという、当時としては異例の18禁男性向けゲーム。
商業的には成功しなかったが、主人公のかっこよさが口コミで広がった事と、I've Soundでは珍しい男性ヴォーカルが聴ける数少ない音源だった事が重なり、一時期はプレミア価格で売られていた。

## あらすじ
プロミュージシャンを目指している堤伊之助は、ある日重い風邪をひいて病院に担ぎ込まれる。検査のため長期入院となった伊之助は、そこで多く人々との出会いを通して一曲の歌を書き上げる。

## 登場キャラクター
- 堤 伊之助（つつみ いのすけ）

プロミュージシャンを目指す23歳。「JACKETED BULLET」というバンドのヴォーカル兼ギター担当。
青く染めた髪にサングラスのため、怪しい印象を受けるが、気が良く一本筋が通った好青年。
コンビニのアルバイトで生計を立てているが、ある日重い風邪を引いて病院に担ぎ込まれた事をきっかけに、長い入院生活を強いられる事となる。
エンディングによって、ヘアスタイルが大きく変化する。
- 河村 愛（かわむら まな）

しっかり者の先輩看護婦。伊之助よりは年上。
※看護師という名称は、2002年3月から使われるようになった。
- 沢田 杏菜（さわだ あんな）

頼りなさげな新人看護婦。ただ新人とはいえOLから転職したので、年齢は愛と同じ。
杏菜ルートを辿ると究極の選択を迫られる。
- 桧浦 霞夜（ひうら かよ）

長期入院をしている女の子。見た目は深窓の令嬢っぽいが、実はノリがいい。
- 上山 郁乃（かみやま いくの）

左頬に大きなガーゼをあてた女の子。事故で怪我をして以来、学校に行かず、入院している祖母の病室に入り浸っている。
- 藤倉 誠美（ふじくら まさみ）

建の母。二年前に夫を亡くして以降は英語翻訳の仕事をしながら、女手ひとつで建を育てている。
- 藤倉 建（ふじくら たつる）

病院で出会った、伊之助の小さな相棒。だが『ル子』の事となると恋敵のような状態になる。
- 竹内 蛍子（たけうち ほたるこ）

身体の弱い小学生で、通院するうちに伊之助に恋心を抱くようになる。伊之助からは『ル子』と呼ばれている。
- 志摩 平（しま たいら）

30歳手前ながら名医。大変なナルシストだが、患者に対しての細かい気配りを忘れない。
- 下小路 二三（しものこうじ ふみ）

噂を病院中に振りまくことを生き甲斐にしているバアさん。決して悪い人ではない。
- 仲嶋 紅葉（なかじま もみじ）

「JACKETED BULLET」のベース担当。大変な衣装持ちで、バイト先にまで箱単位で持ち込んでいる。実家は神社だが、継ぐ気はない。
- 楢 三千年（なら みちとし）

「JACKETED BULLET」のドラム担当。「さんぜんねん」と呼ぶと本気で怒る。
あるプロバンドから誘いを受けて悩んでいる。
- 大林稔侍（おおばやし　ねんじ）

居酒屋「酔客」の経営者。伊之助が好んで出入りする。おでんに関して独特の哲学を持っている。ルートによっては重要な役割を果たすこともある。

## 製作スタッフ
- 原画：石原ますみ、巴えつる
- シナリオ：LIVE-D
- 音楽：I've
  - 主題歌：『bite on the bullet』、『Treating2U』
    - 作詞・作曲・編曲：高瀬一矢、歌：堤伊之助

## 小説
- Treating2U（雑賀匡、パラダイムノベルス、2000年4月12日、ISBN 978-4894900882）